# Eva prima Pandora
Eva prima Pandora est un tableau de l'artiste Jean Cousin l'Ancien et une des œuvres majeures de la Renaissance française. Peinte vers 1549-1550, elle est aujourd'hui conservée au musée du Louvre. Il s'agit peut-être du premier nu de l'histoire de la peinture française qui s'inscrit dans la naissance et le développement dans la deuxième moitié du XVIe siècle du maniérisme français autour de l'École de Fontainebleau. Cette œuvre est la seule œuvre de peinture attribuée de manière certaine à l'artiste Jean Cousin, souvent confondu avec son fils du même nom.

## Analyse du tableau

### Le sujet
Il est à la fois religieux et mythologique, double référence traditionnelle de la Renaissance. Ici, la femme représente à la fois Ève, la première femme d'après la Bible, mais aussi Pandore.

### La symbolique
Le double symbolisme mythologique et religieux du tableau est surtout indiqué par :
– le crâne ;
– le serpent enroulé autour du bras ;
– la branche de pommier, référence à la pomme du péché originel ;
– le vase, qui représente le vase de Pandore.

### La représentation du nu féminin

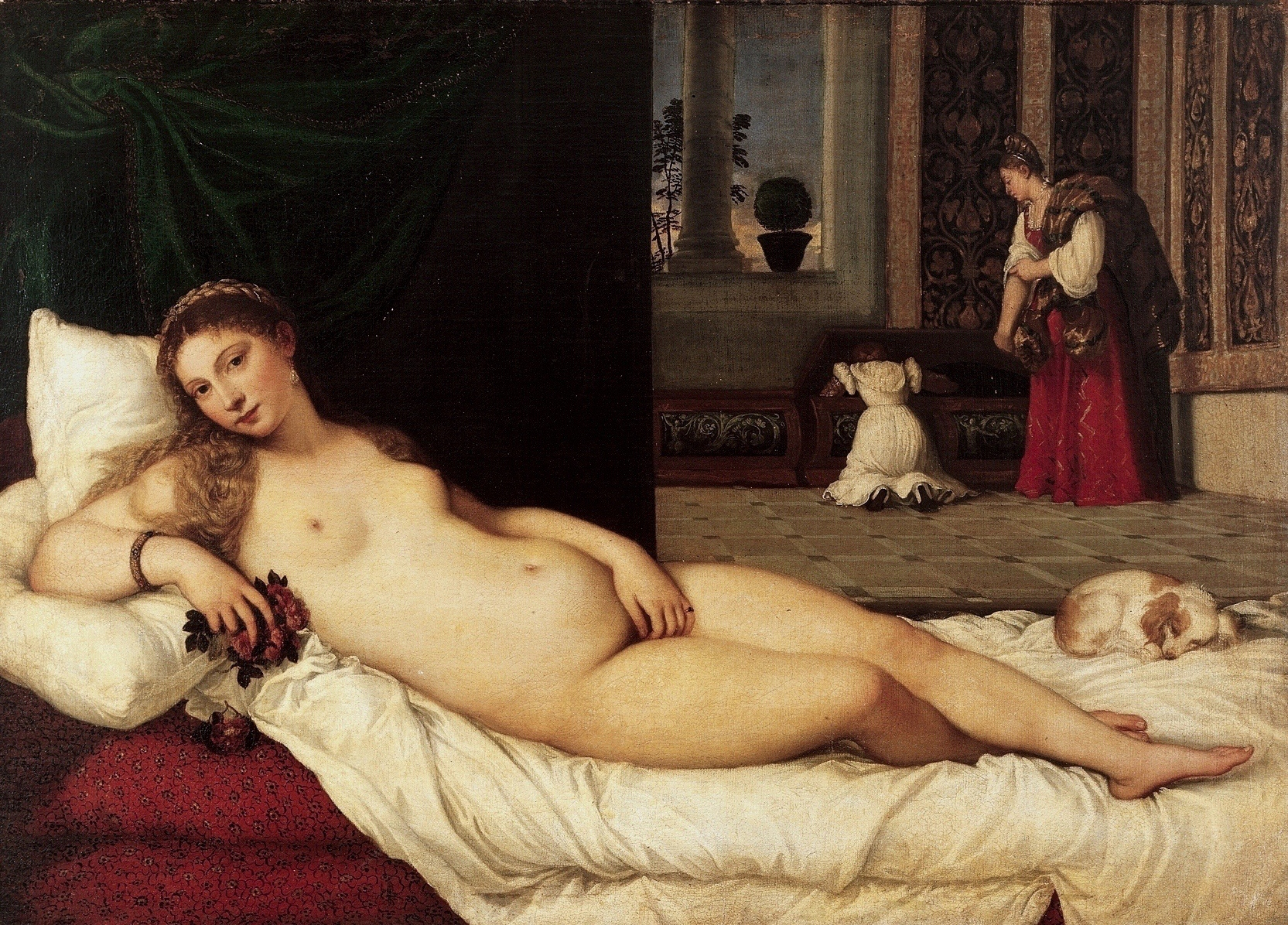
Venus d'Urbino du Titien, 1538, Galerie des Offices, Florence

Une femme nue est représentée dans une grotte, allongée sur sa droite, le corps de face, la tête de profil. Cette représentation de la position du corps est typiquement italienne dans la posture comme dans le style, très allongé mais le profil du visage est néo-grec. Les jambes sont disproportionnées par rapport au minuscule buste.
Jean Cousin s'est probablement inspiré ici de la Vénus d'Urbino du Titien (1538) pour la position du corps et du nu avec un diadème dans les cheveux. Cette représentation italianisante du nu féminin, inspiré de l'école vénitienne rappelle aussi La Dame au bain de François Clouet. Ce bijou, unique ornement du nu (avec le léger drapé qui cache le sexe) est devenu dans la deuxième moitié du XVIe siècle une caractéristique du maniérisme, particulièrement du maniérisme français de l'École de Fontainebleau.

### Le décor et le paysage

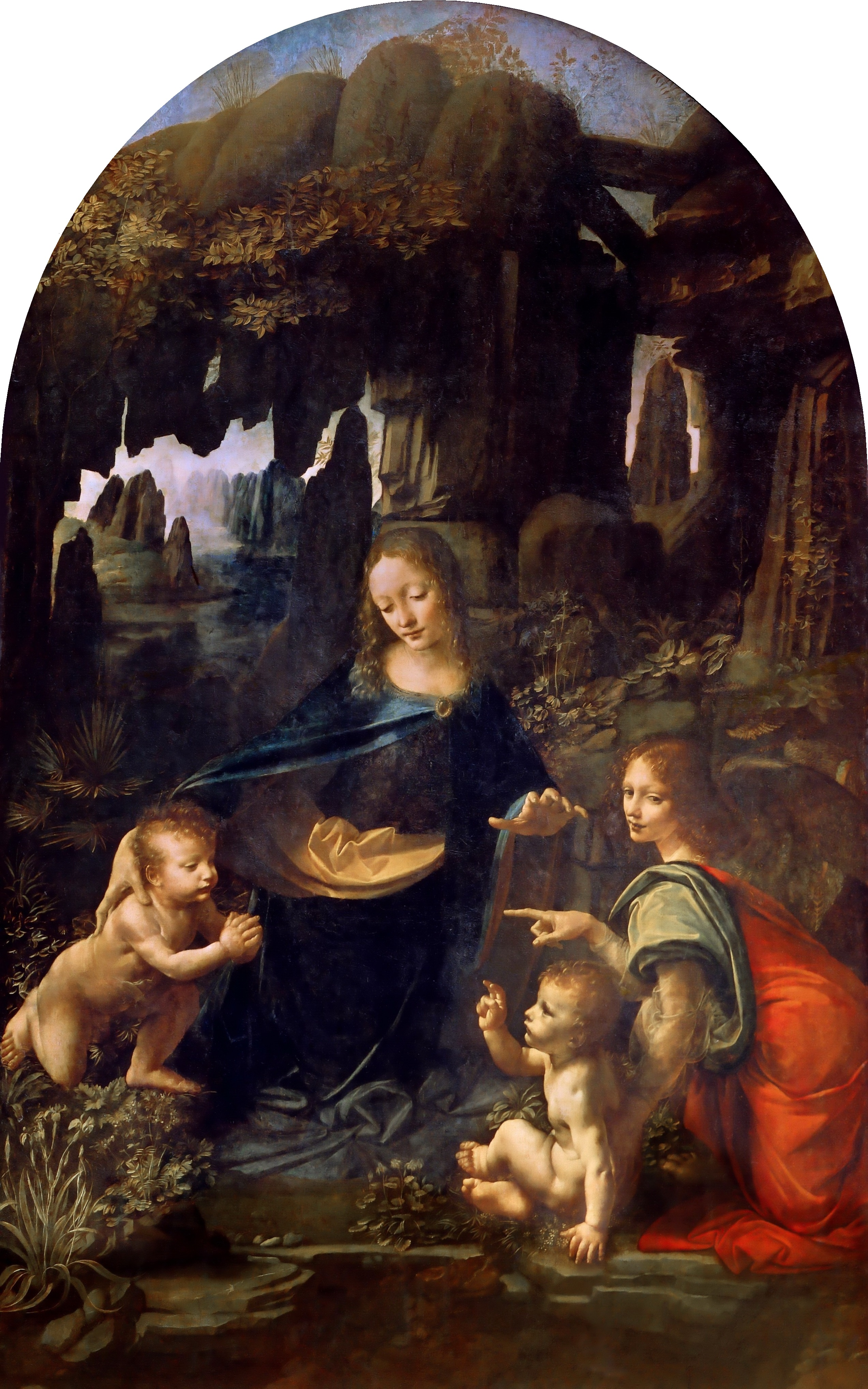
La Vierge aux rochers de Léonard de Vinci, 1486, musée du Louvre, Paris

Le décor qui entoure Eve-Pandore est une grotte sombre et humide qui s'ouvre à droite et plus largement à gauche sur un paysage. En arrière-plan, une ville au bord d'un lac est représenté dans un brouillard gris-bleu-vert qui n'est pas sans rappeler la technique du sfumato de Léonard de Vinci. La représentation de la grotte, même si elle diffère, rappelle La Vierge aux rochers du même Léonard.

### Influence et portée
Les influences du tableau sont clairement italianisantes. Outre les références à Léonard de Vinci que traduisent le décor et le paysage, on peut repérer l'influence de la représentation du nu à l'italienne, inspiré de l'école vénitienne. Le tableau est aussi à rapprocher de la tradition française du nu de l'École de Fontainebleau (Diane chasseresse…) ainsi que des maîtres italiens du maniérisme dont Rosso Fiorentino, Le Primatice et Benvenuto Cellini dont on retrouve dans la sculpture de la Nymphe de Fontainebleau la même position féminine allongée.

## Historique du tableau
Au début connue comme la seule œuvre de Jean Cousin l'Ancien, elle était entreposée à Sens durant le XVIIe siècle. À partir de 1857 ses héritiers indirects, et propriétaire de l'œuvre effectuèrent des démarches afin de la vendre auprès du musée du Louvre. Mais c'est seulement en 1922 avec l'aide de la Société des amis du Louvre que l'œuvre y fut transférée et y demeure depuis comme la plus connue de cet artiste.